# Heliconius nattereri
Heliconius nattereri је инсект из реда лептира (лат. Lepidoptera) и породице шаренаца (лат. Nymphalidae).

## Распрострањење
Ареал врсте је ограничен на једну државу. Бразил је једино познато природно станиште врсте.

## Угроженост
Ова врста је крајње угрожена и у великој опасности од изумирања.